# والي هاربر
والي هاربر (بالإنجليزية: Wally Harper)‏ هو ملحن أمريكي، ولد في 1941 في آكرون في الولايات المتحدة، وتوفي في 8 أكتوبر 2004 بسبب نوبة قلبية.

## وصلات خارجية
- والي هاربر على موقع IMDb (الإنجليزية)
- والي هاربر على موقع ميوزك برينز (الإنجليزية)
- والي هاربر على موقع قاعدة بيانات برودواي على الإنترنت (الإنجليزية)
- والي هاربر على موقع قاعدة بيانات الفيلم (الإنجليزية)